# Syntrophomonas curvata
Syntrophomonas curvata è una specie di batterio appartenente alla famiglia delle Syntrophomonadaceae.